# Кривоногая лептура
Кривоногая лептура (лат. Leptura annularis) — вид жесткокрылых насекомых из подсемейства усачиков (Lepturinae) семейства усачей (Cerambycidae). Распространён в умеренном климате Палеарктики. Длина тела имаго 12—18 мм. Кормовыми растениями личинок являются широколиственные деревья: ольха (Alnus), лещина (Corylus), ива (Salix) и др, реже хвойные: ель (Picea) и пихта (Abies). Личинки развиваются под корой и в древесине. Окукливание происходит в древесине. Имаго встречаются на цветках растений, обычно из семейства зонтичных.

## Синонимы
В синонимику вида входят следующие биномены:
- Leptura arcuata Panzer, 1793 nec Linnaeus, 1758[5]
- Leptura mimica Bates, 1884[5]
- Strangalia arcuata (Panzer) Mulsant, 1863
- Leptura arcuta (Panzer) Podany, 1962 (неправильное написание)